# Underneath
«Underneath» — песня с седьмого студийного альбома Аланис Мориссетт Flavors of Entanglement, продюсером которой стал Guy Sigsworth. Это первый сингл с альбома. На официальном сайте Мориссетт было объявлено о том, что сингл поступит в цифровую продажу 15 апреля 2008, хотя его предполагалось запустить в продажу 25 марта. Песня о перерывах в общении.

## Клип
Клип на песню «Underneath» было впервые показано 15 сентября в Лос-Анджелесе в рамках фестиваля Elevate Film. Цель фестиваля — показ документальных и музыкальных видео, направленных на «повышение уровня человеческого разума на Земле».. Сначала Мориссетт отправила на рассмотрение песню, позже написала сценарий для клипа. Процесс съемок и монтажа занял 2 дня. В Интернете видео появилось в январе 2008 года.
Официальный клип, режиссёром которого стал Sanji, выйдет в эфир в мае 2008 года.

## Список композиций
2-track CD-single
1. «Underneath» (Album Version) (4:07)
2. «20/20» (?:??)

3-track CD-single
1. «Underneath» (Album Version) (4:07)
2. «20/20» (?:??)
3. «Underneath» (Josh Harris Remix) (?:??)

## Чарты
| Chart (2008)                           | Peak position |
| -------------------------------------- | ------------- |
| Austria Singles Top 75                 | 10            |
| Canadian Hot 100                       | 15            |
| European Hot 100 Singles               | 85            |
| Hot Canadian Digital Singles           | 10            |
| Chilean Singles Chart                  | 72            |
| Germany Singles Top 100                | 32            |
| Italian Singles Chart                  | 8             |
| Japan Hot 100                          | 30            |
| Swiss Singles Top 100                  | 16            |
| UK Singles Chart                       | 99            |
| U.S. Billboard Hot Adult Top 40 Tracks | 27            |
| U.S. Hot Video Clip Tracks             | 25            |